# Metacanthocephalus
Metacanthocephalus är ett släkte av hakmaskar. Metacanthocephalus ingår i familjen Rhadinorhynchidae.
Kladogram enligt Catalogue of Life:
| Metacanthocephalus | \| \| Metacanthocephalus campbelli \| \| \| \| \| \| Metacanthocephalus ovicephalus \| \| \| \| \| \| Metacanthocephalus pleuronichthydis \| \| \| \| |
|                    | \| \| Metacanthocephalus campbelli \| \| \| \| \| \| Metacanthocephalus ovicephalus \| \| \| \| \| \| Metacanthocephalus pleuronichthydis \| \| \| \| |
|                    | Australorhynchus |
|                    | |
|                    | Cathayacanthus |
|                    | |
|                    | Cleaveius |
|                    | |
|                    | Golvanacanthus |
|                    | |
|                    | Gorgorhynchoides |
|                    | |
|                    | Gorgorhynchus |
|                    | |
|                    | Hanumantharaorhynchus |
|                    | |
|                    | Leptorhynchoides |
|                    | |
|                    | Leptorhyncoides |
|                    | |
|                    | Megistacantha |
|                    | |
|                    | Metacanthocephaloides |
|                    | |
|                    | Micracanthorhynchina |
|                    | |
|                    | Paracanthorhynchus |
|                    | |
|                    | Paragorgorhynchus |
|                    | |
|                    | Pseudauchen |
|                    | |
|                    | Pseudoleptorhynchoides |
|                    | |
|                    | Raorhynchus |
|                    | |
|                    | Rhadinorhynchus |
|                    | |
|                    | Sclerocollum |
|                    | |
|                    | Serrasentis |
|                    | |
|                    | Serrasentoides |
|                    | |
|                    | Metacanthocephalus campbelli |
|                    | |
|                    | Metacanthocephalus ovicephalus |
|                    | |
|                    | Metacanthocephalus pleuronichthydis |
|                    | |

|  | Metacanthocephalus campbelli        |
|  |                                     |
|  | Metacanthocephalus ovicephalus      |
|  |                                     |
|  | Metacanthocephalus pleuronichthydis |
|  |                                     |